# Haroon Yousaf
Haroon Yousaf (Mandi Bahauddin, Pakistán, 10 de noviembre de 1973) es un exfutbolista de Pakistán que jugaba en las posiciones de defensa y centrocampista.

## Carrera

### Club
| Periodo   | Club                 |
| --------- | -------------------- |
| 1990-1991 | Pakistan Railways FC |
| 1991-1995 | WAPDA FC             |
| 1995-2003 | Allied Bank FC       |
| 2004-2006 | Afghan FC Chaman     |
| 2007-2013 | PMC Athletico        |

### Selección nacional
Participó a nivel de selecciones nacionales desde la categoría sub-20 en donde participó en el Campeonato Juvenil de la AFC 1992 en India. Con la selección olímpica fue el capitán en la clasificación rumbo a los Juegos Olímpicos de Atlanta 1996.
Con la selección absoluta jugó en 51 ocasiones de 1993 a 2003 y anotó tres goles, siendo el capitán de la selección nacional en los últimos años de carrera internacional.
| # | Fecha                    | Sede                                         | Rival | Gol | Resultado | Torneo                 |
| - | ------------------------ | -------------------------------------------- | ----- | --- | --------- | ---------------------- |
| 1 | 26 de septiembre de 1999 | Dasharath Rangasala Stadium, Katmandú, Nepal | India | 5–1 | 5–2       | 1999 South Asian Games |
| 2 | 30 de septiembre de 1999 | Dasharath Rangasala Stadium, Katmandú, Nepal | Bután | 1–1 | 2–1       | 1999 South Asian Games |
| 3 | 30 de septiembre de 1999 | Dasharath Rangasala Stadium, Katmandú, Nepal | Bután | 2–1 | 2–1       | 1999 South Asian Games |

## Logros

### Club
- Liga Premier de Pakistán (4): 1991, 1997, 1999, 2000
- Copa de Pakistán (4): 1992, 1998, 1999, 2002

### Individual
- Estrella de Plata de la AFC en 2013 por su contribución con la selección nacional.